# Гуннлауг Змеиный Язык
Гуннлауг Змеиный Язык Иллугасон (др.-сканд. Gunnlaugr Ormstunga Illugason; ок. 984—1009 или 987—1012) — один из самых знаменитых исландских скальдов XI века, герой «Саги о Гуннлауге» (ок. 1280), одной из «родовых саг». Автор «Драпы об Адальраде», «Драпы о Сигтрюгге Шелковая Борода» и многочисленных отдельных вис.

## Биография / «Сага о Гуннлауге»
Основа сюжета — рассказ о соперничестве двух скальдов, Гуннлауга и Храфна сына Энунда, из-за Хельги Красавицы (родной внучки знаменитого Эгиля сына Скаллагрима). Подобное внимание, уделенное любовной линии, нетипично для исландских саг, повествующих обычно в основном о ссорах кланов и их борьбе и мести, поэтому «Сагу о Гуннлауге» можно считать уникальным для древнескандинавской литературы прообразом любовно-авантюрного романа. Между жанрами саги и романа не существует генетического родства, они кардинально различаются вопросом авторства, целеполаганием и общими особенностями менталитета и сознания автора и читателя (слушателя), но фабула «Саги о Гуннлауге» интересна тем, что легко могла бы составить сюжет любовно-авантюрного романа более позднего времени.
Включенные же в сагу отдельные висы предоставляют возможность представить себе хотя бы примерно форму бытования скальдической поэзии, её ситуативность и предназаначенность к сочинению экспромтом (на этот счёт у многих исследователей возникают сомнения, но для исландца «века саг» это было неоспоримым), а также позволяют проследить сюжет висы и особенности отражения пресубпозиции в конкретной висе, что, учитывая специфику жанра (синтаксис и особые типы иносказаний), представляется особенно ценным. В приведённом ниже изложении сюжета саги висам Гуннлауга будет уделено особое внимание. Они будут приведены для сравнения в переводах О. А. Смирницкой и С. В. Петрова. Ответные висы (Храфна) также приведены.
Сага рассказывает о том, как ещё до рождения Хельги её отцу Торстейну приснился сон о красивой лебеди на крыше его дома. К ней прилетели два орла, один с гор, а другой с юга. Орлы стали биться между собой и упали замертво, а потом прилетевший с запада сокол увлек лебедь за собой. Сон был истолкован: родится красавица, из-за которой погибнут два воина. Торстейн приказал выбросить новорожденную девочку, но её спрятали, а затем отец все же признал её, и Хельга стала его любимицей.
Гуннлауг, прозванный Змеиным Языком, учился законам у Торстейна и был знаком с Хельгой Красавицей с детства.

О Гуннлауге рассказывают, что он рано возмужал, был высок ростом и силен, имел густые русые волосы и
черные глаза и был хорош собой, несмотря на несколько некрасивый нос, тонок в поясе, широк в плечах, строен, очень заносчив, смолоду честолюбив и во всем неуступчив и суров. Он был хороший скальд, любил сочинять язвительные стихи и был поэтому прозван Гуннлаугом Змеиным Языком.

Когда Гуннлаугу исполнилось 18 лет, он собрался в путешествия и посватался к Хельге. Но Торстейн сказал, что Гуннлауг сам не знает, чего хочет, и отказал ему, пообещав, правда, что Хельга будет ждать его 3 года.

Гуннлауг отправился путешествовать. В Норвегии своей язвительностью он разозлил правителя, ярла Эйрика, сына Хакона, и тот велел ему убираться из Норвегии и не возвращаться под страхом смерти. В Англии Гуннлауг сочинил «Драпу об Адальраде» о конунге Адальраде, сыне Ятгейра, которая очень понравилась правителю, и он щедро одарил скальда и сделал его своим дружинником. В драпе был такой припев: 

| Англов князь, что ангел, | Щедрому конунгу Англии  |
| Яснится всем в яви.      | Люди хвалу слагают;     |
| Рады биться роды         | Рать и народ склониться |
| В рати Адальрада.        | Рады пред Адальрадом.   |
| пер. С. В. Петрова       | пер. О. А. Смирницкой   |

Флюгер мачты корабля викингов

Однажды во время службы у Адальрада Гуннлауг одолжил денег человеку по имени Торорм, про которого ему впоследствии сказали, что «это очень плохой человек — известный разбойник и викинг», и посоветовали оставить его в покое. Но Гуннлауг сказал, что негоже конунгову дружиннику терпеть такое отношение, и сказал такую вису:

| Не строй, лукавец, ковы! | Моди лязга металла,    |
| Клад беречь неладно.     | Неумное ты задумал:    |
| Жду, как дани, денег,    | Деньги отнять обманом  |
| Долг твой звонкий долго. | У дерева льдины шлема. |
| Меч крутой по кругу      | Недаром ношу я сызмала |
| Кровью окрашу вашей.     | Имя — Язык Змеиный.    |
| Измлада Змееустом        | Славный выдался случай |
| Зря ли меня звали?       | В этом тебя уверить.   |
| пер. С. В. Петрова       | пер. О. А. Смирницкой  |

И вызвал Торорма-берсерка на поединок. Конунг Адальрад сказал Гуннлаугу, что берсерк может любое оружие сделать тупым, и посоветовал показать перед поединком один меч, а сражаться другим. Торорм сказал: «Не боюсь я этого меча», и не стал защищаться от него, Гуннлауг же убил его с первого удара. Этим подвигом он прославился по всей Англии и за её пределами.
Следующей весной Гуннлауг отпросился у Адальрада в путешествие, так как собирался посетить пятерых владык разных стран. Конунг отпустил его, но взял обещание вернуться осенью.
Гуннлауг отправился на север, в Дублин, где правил конунг Сигтрюгг Шёлковая Борода, сын Олава Кварана, только недавно вступивший на престол. Гуннлауг сочинил о нём драпу, которая так понравилась Сигтрюггу, что он хотел дать Гуннлаугу за неё два корабля, но скальд отказался от слишком щедрого подарка.

Драпа о Сигтрюгге Шелковая Борода
| Песнь могу сложить,  | Сигтрюгг рубит врагов.   |
| Словом услужить.     | Сытно кормит волков.     |
| Славим мной един     | Князю хвалу пою,         |
| Кваранов сын.        | Славлю удаль твою.       |
| Государев дар —      | Княжьих сынов вокруг     |
| Чад воды пожар.      | Всех превзошёл Сигтрюгг. |
| Жалует певца         | Скальду за этот стих     |
| Жаром кольца.        | Ты от щедрот своих       |
| Слышал ли ты, князь, | Золотом, князь, воздай,  |
| Слов искусней вязь   | Славу свою оправдай.     |
| Среди палат?         | Кварана сын, скажи,      |
| То драпы лад.        | Кто сумеет сложить       |
|                      | Хвалебную песнь звучней  |
|                      | Этой песни моей?         |
| пер. С. В. Петрова   | пер. О. А. Смирницкой    |

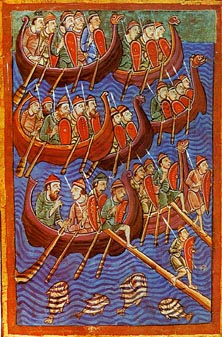

Гуннлауг недолго побыл у него и отправился на Оркнейские острова к ярлу Сигурду, сыну Хлёдвира, а затем на восток, в Швецию, где слагал драпы о правителях. В гостях у конунга Олава Шведского в то время гостил другой исландец, скальд Храфн сын Энунда. Они с Гуннлаугом подружились. Каждый из них хотел сказать драпу об Олаве, и они поспорили насчет очередности. Олав согласился выслушать, попросив затем Храфна и Гуннлауга оценить висы друг друга. Храфн сказал, что драпа Гуннлауга «напыщенна, некрасива и несколько резка, совсем под стать нраву Гуннлауга», тот же ответил, что хвалебная песнь Храфна «она красива, как сам Храфн, но ничтожна». Храфн пообещал при случае отомстить Гуннлаугу за то, что тот хотел унизить его перед знатными людьми, и вернулся в Исландию, где посватался к Хельге, говоря, что срок, обещанный Гуннлаугу, прошёл. Отец Хельги отложил сватовство ещё на одно лето, но Гуннлауг не вернулся и тогда. Его задержал Адальрад, ждавший вскоре нападения датчан и не желавший терять хорошего воина. Лишь следующим летом удалось Гуннлаугу уехать из Англии через Норвегию в Исландию. Когда по дороге ему рассказали о сватовстве Храфна к Хельге, Гуннлауг сказал такую вису:

| Кто в разгуле стали   | Все ж, осторожный воин,      |
| Трусит злого слова,   | Стали разящей хозяин,        |
| Свадьбу тот не сварит | Девы себе не добудет,        |
| С Вар пригожей ложа.  | В белый убор одетый,         |
| Ласкал я в млады годы | Ведь скальд, бывало, касался |
| Клинья пламня дланей. | Тонких перстов опоры         |
| Нанну льна посулом    | Перины рыбы равнины,         |
| Мне тогда ведь дали.  | Длинным мысам подобных.      |
| пер. С. В. Петрова    | пер. О. А. Смирницкой        |

Гуннлауг вернулся домой в день свадьбы Храфна и Хельги. «Говорят, что невеста была очень печальна. Видно, верна пословица: что смолоду запомнится, то не скоро забудется. Так было теперь и с ней».
Гуннлауг и Хельга встретились лишь зимой на чужой свадьбе. «Глаза Хельги и Гуннлауга невольно часто встречались, и было, как говорится в пословице: глаза не могут скрыть любви». Гуннлауг подошёл к Хельге и сказал такие висы:

| Полог стал просторов    | Горькие дни потянулись         |
| Пуст для Змееуста,      | Под пологом гор для Гуннлауга, |
| Коли Хельгу холит       | С тех пор как Хельгу Красавицу |
| Храфн, воитель славный. | Храфн просватал в жены.        |
| Сродник сивый девы      | Слову скальда напрасно         |
| Сладил свадьбу златом,  | Невестин отец не поверил,      |
| И язык мой змеев,       | Отдал другому деву,            |
| Знать, премало значил.  | Видно, на злато польстился.    |
| пер. С. В. Петрова      | пер. О. А. Смирницкой          |

| Гефн вина, виновны   | Юная роща обручий         |
| Премного предо мною  | Радость мою украла,       |
| Родичи — В кровати—  | Все же хочу восславить    |
| Кровные — под кровом | Твоих, о дева, родителей. |
| Ими на лихо люба     | Мир от века не видывал    |
| Слеплена столь лепо. | Жен и мужей, создавших    |
| Тролли бы побрали    | На ложе такое сокровище,  |
| Разом их старанья!   | Стройную Фрейю порея.     |
| пер. С. В. Петрова   | пер. О. А. Смирницкой     |

Женская одежда Исландии и Норвегии X-XII вв.

Гуннлауг подарил Хельге богатый плащ, полученный им от Адальрада, и поскакал через двор, едва не задев Храфна. Тот вынужден был отскочить, а Гуннлауг заметил, что Храфну пока что нечего его бояться. Храфн в ответ сказал такую вису:

| Нам с тобой, Улль стали, | Тополь стычки оружья,    |
| Стать та не пристала —   | Славный пытатель стали,  |
| Драться девы ради,       | В распрю вступать негоже |
| Дружбу нашу рушить.      | Нам из-за Нанны нарядов. |
| Милых жен немало         | За морем, шест сражений, |
| Можно взять в заморье.   | Тоже красивы жены,       |
| Велемудрый витязь        | Кормчий морского зверя   |
| С волком волн отбудет.   | Сам уверился в этом.     |
| пер. С. В. Петрова       | пер. О. А. Смирницкой    |

Гуннлауг ответил:

| Дали в жены дивну         | Все говорят, что равен      |
| Девицу за деньги          | Храфну я родом и славой,    |
| Храбру, мне-де равну,     | Но деву ему добыли          |
| Храфну достославну.       | Рдяные камни ладони.        |
| Мне к дому в буре бранной | Долго Адальрад скальда      |
| Был Адальрад преградой.   | В дружине своей удерживал.  |
| Оттого-то воин            | Горя речам не развеять,     |
| Слова едва и вяжет.       | Скорби не скрасить словами. |
| пер. С. В. Петрова        | пер. О. А. Смирницкой       |

Следующим летом на тинге Гуннлауг вызвал Храфна на поединок на острове. Перед поединком Гуннлауг сказал:

| Дай мне бог удачи!         | Выйду на остров без страха, — |
| Длань мечу вручу я,        | Острый клинок наготове, —     |
| Ложе льна лба Хельги       | Боги, даруйте победу          |
| Расколю колючим.           | Скальду в раздоре стали!      |
| Встретиться на острове     | Пусть мой меч пополам         |
| Скальду сладко с лакомкой. | Расколет скалу шелома,        |
| Туло светлой сталью        | Мужу коварному Хельги         |
| Славно обезглавлю.         | Отделит от тела череп.        |
| пер. С. В. Петрова         | пер. О. А. Смирницкой         |

Храфн ответил:

| Чья победа будет           | Скальду знать не дано,     |
| В битве, скальд не скажет. | Кого ожидает удача.        |
| Кости, словно класы,       | Смертные косы остры,       |
| Скосит серп на сече.       | Кости рубить готовы.       |
| Вдовая и дева              | Если же нежной деве        |
| Дело двоих смелых,         | Стать суждено вдовою,      |
| Сколь прияли стали,        | Ей об отваге Храфна        |
| Сведает от веча.           | Каждый на тинге расскажет. |
| пер. С. В. Петрова         | пер. О. А. Смирницкой      |

Меч Храфна сломался при первом же ударе, но отлетел и оцарапал щеку Гуннлауга. Поединок прекратили, причём Гуннлауг утверждал, что проиграл Храфн, потому что он лишился оружия, а тот говорил, что проиграл раненый Гуннлауг. Поединок всё же прервали, но противники решили встретиться и закончить его. На следующий же день тинг решил, что впредь поединки в Исландии запрещены.
Утром Гуннлауг увидел Хельгу на реке вместе с другими женщинами. Они поговорили, и скальд сложил ещё две висы:

| Родилась Биль избытка | Видно, нам на погибель |
| Битвы храбрых ради.   | Ветвь рождена нарядов; |
| Гунн жемчуга в жены   | Один звона металла     |
| Жаждал взять я жадно. | В этом один повинен.   |
| От очей мне черных    | Девы лебяжье-белой     |
| Счастья сталось мало: | Я добивался, бывало,   |
| Не видать им девы -   | Ныне невмочь и глянуть |
| Дива лебедина!        | На руки подруги милой. |
| пер. С. В. Петрова    | пер. О. А. Смирницкой  |

| Как у ястреба, ярок         |
| Взгляд у девы нарядной,     |
| Орешины влаги злака,        |
| Вслед посмотревшей скальду. |
| Но ныне лучистые луны       |
| Ресниц сосны ожерелий       |
| Нам не радость сулят,       |
| А злую беду насылают.       |
| пер. О. А. Смирницкой       |

После альтинга однажды утром в комнату Гуннлауга вошёл Храфн с двенадцатью вооружёнными людьми. «Тебе не грозит никакой опасности, — сказал он. — Ты сейчас услышишь, за чем я пришел сюда. Летом на альтинге ты вызвал меня на поединок и не признал его законченным. Теперь я предлагаю тебе, чтобы мы оба поехали летом в Норвегию и там закончили наш поединок. Там нам не помешают наши родичи». Гуннлауг согласился, но встретились они ещё нескоро: Гуннлауг всю зиму воевал на Гебридских островах и в Шотландии и одержал много побед. Позднее норвежский ярл Эйрик запретил провести поединок в Норвегии, и Гуннлауг и Храфн встретились в месте под названием Ливангр. В поединке погибли родичи Храфна и Гуннлауга, приехавшие с ними. Гуннлауг сильно ранил Храфна в ногу и сказал, что не будет продолжать бой с калекой. Храфн ответил, что его правда, и попросил воды. Гуннлауг принёс ему воды в своём шлеме, но Храфн, принимая левой рукой воду, правой ударил Гуннлауга мечом по голове. «Ты меня бессовестно обманул и поступил низко, в то время как я поверил тебе», — сказал Гуннлауг. Храфн отвечал: «Да, это правда. Но я поступил так, потому что не могу уступить тебе Хельгу Красавицу». Гуннлауг убил Храфна, но и сам умер через три дня. «Всем было очень жаль их обоих, Гуннлауга и Храфна, которые так погибли».
Сразив Храфна, Гуннлауг сказал следующую вису:

| Со мною в громе дротов | Яростный ясень брани,         |
| Храфн сражался храбро, | Храфн, воитель бесстрашный,   |
| Всегда и здесь на мысе | Шел на нас непреклонно        |
| Доблестно и долго.     | В драке драконов шлемов.      |
| Шла вокруг Гуннлауга   | Наши клинки закаленные        |
| Хладна сеча латна,     | Так и мелькали в скалах,      |
| О видок, и длилась     | Когда мы на Динганес-мысе     |
| Днесь на Динганесе.    | Друг друга ударами встретили. |
| пер. С. В. Петрова     | пер. О. А. Смирницкой         |

В Исландии Иллуги Чёрному приснился его сын Гуннлауг, который сказал следующую вису:

| Храфн — меня, я Храфну | Гуннлауг пал в поединке,      |
| Ранил ногу в брани     | Он храбро сражался с Храфном, |
| Звонкой сельдью боя.   | Ранив недруга в ногу          |
| Влагой раны враны      | Рыбой ратной рубашки.         |
| Лакомились ладно.      | Жадный до теплой крови,       |
| Лом шелома тяжкий      | Ринулся ворон к трупам,       |
| Расколол Гуннлаугу     | Мне ж вороненую сталь         |
| Ложе проса кожи.       | В голову Храфн направил.      |
| пер. С. В. Петрова     | пер. О. А. Смирницкой         |

В ту же самую ночь Энунду приснилось, что пришёл Храфн и сказал:

| Был ал мой меч, но мету | Я меч обагрил. Но раньше |
| Мне нанёс мой недруг.   | Рёгнир меча меня ранил.  |
| Змеи тарчей за морем    | Звери щитов за морем     |
| Зельно били в цели.     | Звонко в щиты вонзались. |
| Ран гусенок красный     | Гуси крови слетались     |
| Брел по долу крови,     | Крови с голов напиться.  |
| Кружил кровожадный      | Перьями ястреб ран       |
| Коршун кровожорный.     | Озеро ран разбрызгивал.  |
| пер. С. В. Петрова      | пер. О. А. Смирницкой    |

Вскоре отец выдал Хельгу за человека по имени Торкель, сына Халлькеля. «Она была к нему мало расположена, потому что никогда не могла забыть Гуннлауга, хотя его уже не было в живых… Самой большой радостью Хельги было разостлать плащ, который она получила в подарок от Гуннлауга, и подолгу пристально на него смотреть».

## Лирика Гуннлауга
Лирика Гуннлауга — значительное явление в скандинавской средневековой поэзии. Сага говорит о том, что «он был большой скальд и способен на нид» (skáld mikit ok heldr níðskár). Нид как поэтическое произведение с чёткой установкой на воплощение в реальности и исходно магической функцией — это, по мнению древнего скандинава, не просто слова, это поступок, равноценный физическому действию. И несмотря на то что собственно нидов, как стихотворений, за сочинение которых скальд подвергался юридическому преследованию, сага о Гуннлауге не содержит и содержать не может, вся поэзия в саге — продолжение длинного поединка Гуннлауга и Храфна, не менее значимое, чем их реальные поступки.
Ещё одной важнейшей особенностью лирики Гуннлауга является использование им жанра мансёнга, обладающего спецификой, в общем подобной специфике нида, и так же преследуемого по закону. Мансёнг, любовное стихотворение, — изначально табуированный жанр скальдической поэзии, примеры которого настолько редки, что некоторые исследователи не признают его существования в чистом виде (напр., Стеблин-Каменский). В общем канон жанра мансёнга сводится к констатации тех или иных событий жизни скальда, его поведения, из описания которых можно косвенно выяснить характер испытываемых им чувств; и только в редких случаях они названы прямо. Дискуссия об использовании здесь приёма умолчания ещё ведётся, но большинство исследователей склоняются к тому, что в данном случае имеет место не умолчание, а некоторая архаичность, не позволяющая назвать подобное стихотворении подлинной лирикой, так как выражения чувства в древних литературах редки и присутствуют лишь имплицитно. Особенность лирики Гуннлауга же состоит в том, что чувства автора не нужно угадывать из сообщаемых фактов, о них заявлено совершенно прямо: «не был радостен ни один день», «страстно желал», «не нужно мне смотреть». Переживаемое чувство изображается не по внешним симптомам его проявления, а по внутреннему состоянию автора — «у меня темнеет в глазах». Острота восприятия, сила выражения эмоций создаёт впечатление крайнего внутреннего напряжения — в стихах Гуннлауга достигнута небывалая для мансёнга поглощенность чувством. На этой стадии развития жанра скальдическая поэзия впервые обращается от констатации фактов к личным переживаниям автора: внутренний мир скальда начинает становиться важнее, чем внешний подвиг, усложняется любовная топика, появляются естественность и экспрессивность в изображении эмоций.
В стихах Гуннлауга обычно присутствует описание внешности Хельги. Помимо традиционных эпитетов: ung — «молодая», fagra — «красивая», væn — «статная», появляется также svanmær — «лебединопрекрасная» (svan — субстантивный эпитет с усилительным значением). Объект изображения стремится к превращению в образ: lýsi-Gunnr — «Гунн сияния» (или «Гунн света земли запястья») называется Хельга в той полустрофе, где сказано и о том, что от неё становится «черно в глазах» (svört augu) и что на неё «нет нужды смотреть» (lítil þörf at líta). Восстанавливаются связи звучания со значением, казалось, навсегда утраченные скальдами: семантизируются совершенно бессодержательные в скальдическом стихе аллитерация и рифма (rýgr — að rógi «женщина — для раздора»; lóg — eiga — óðgjarn — «ствол = женщина — обладать — слишком страстно»; lýsi-Gunnar — lítil þörf — líta — «сияния Гунн — нет нужды — смотреть»). В процесс семантической «аттракции» втягиваются даже такие предельно развоплощенные единицы, как собственные имена: hœgr — Helga en fagra — «радостен — Хельга Красавица»; Helga — Hrafns — nafni — «Хельга — имя Хравна»; Eir — aura — ung — «Эйр — сокровище — юная». Даже употребленное в кеннинге Хельги имя валькирии Гунн (lýsi-Gunnar) как будто эхом отзывается в имени самого скальда Гуннлауга и напоминает о его праве на привязанность возлюбленной (Гуревич Е. А., Матюшина И. Г. «Поэзия скальдов»). Гуннлауг не допускает никаких отклонений в метре, у него отточенный и чёткий стих.
Мансёнг — жанр часто сугубо прагматический, но лирика Гуннлауга, не теряя этой функции, не сводится ни к прагматике, ни к коммуникации. Эстетическая функция драп мансёнга Гуннлауга — на первом плане, несмотря на признаки архаического жанрового синкретизма. «Сравнение мужей», соревнующихся на протяжении всей саги в стихосложении — прагматика — сочетается с лирикой, и нельзя не признать, что Гуннлауг выиграл поэтическое соревнование, его висы несомненно превосходят висы Хравна мастерством.

## Тексты
- «Сага о Гуннлауге»
- «Сага о Гуннлауге»
- Висы Гуннлауга. Тексты